# Plasma Chemistry And Plasma Processing
Dit artikel of overzicht is mogelijk incompleet; u kunt helpen door het uit te breiden.
Plasma Chemistry And Plasma Processing is een internationaal, aan collegiale toetsing onderworpen wetenschappelijk tijdschrift op het gebied van de scheikunde en natuurkunde van plasma's. Het wordt uitgegeven door Springer Science+Business Media en verschijnt 6 keer per jaar. Het eerste nummer verscheen in 1981.